# Foulard vert
Le foulard vert est un symbole de la lutte pour le droit à l'avortement, créé en Argentine en 2003 et popularisé à partir de 2018 dans toute l'Amérique Latine puis aux États-Unis en 2022. Il s'inspire du fichu blanc porté par les grands-mères de la place de Mai.

## Création
La symbolique du foulard vert a été créée en 2003 durant les 18e Rencontres Nationales des Femmes (es) à Rosario, en Argentine,. Pour la première fois, le droit à l'avortement est une des principales revendications, et les foulards verts sont utilisés pendant la manifestation qui clôture l'événement.
Deux ans plus tard, en 2005, naît la Campagne nationale pour le droit à l’avortement légal, sûr et gratuit (es), et le foulard vert est adopté pour représenter le mouvement,. Il est utilisé dans l’indifférence de la population et des médias pendant des années par les militantes qui manifestent.
Le foulard est une référence au fichu blanc que portent les grands-mères de la place de Mai,. La couleur verte est choisie car elle représente l'espoir et qu'il s'agit d'une couleur qui n'est associée à aucun mouvement social ou politique en Argentine,. Selon une des participantes, il y a avant tout une raison pragmatique : elles souhaitent faire des foulards mais ne trouvent pas assez de tissu violet, couleur du féminisme, par contre le vert est disponible,.
La couleur verte utilisée se situe entre le 347 C et le 3415 C de Pantone. Avant 2018 elle est qualifiée de « vert Benetton » par les boutiques textiles de Buenos Aires, avant de devenir le « vert avortement légal »,.
Il porte la légende « Educación sexual para decidir, anticonceptivos para no abortar, aborto legal para no morir » (« Éducation sexuelle pour décider, contraceptif pour ne pas avorter, avortement légal pour ne pas mourir »).

## Popularisation

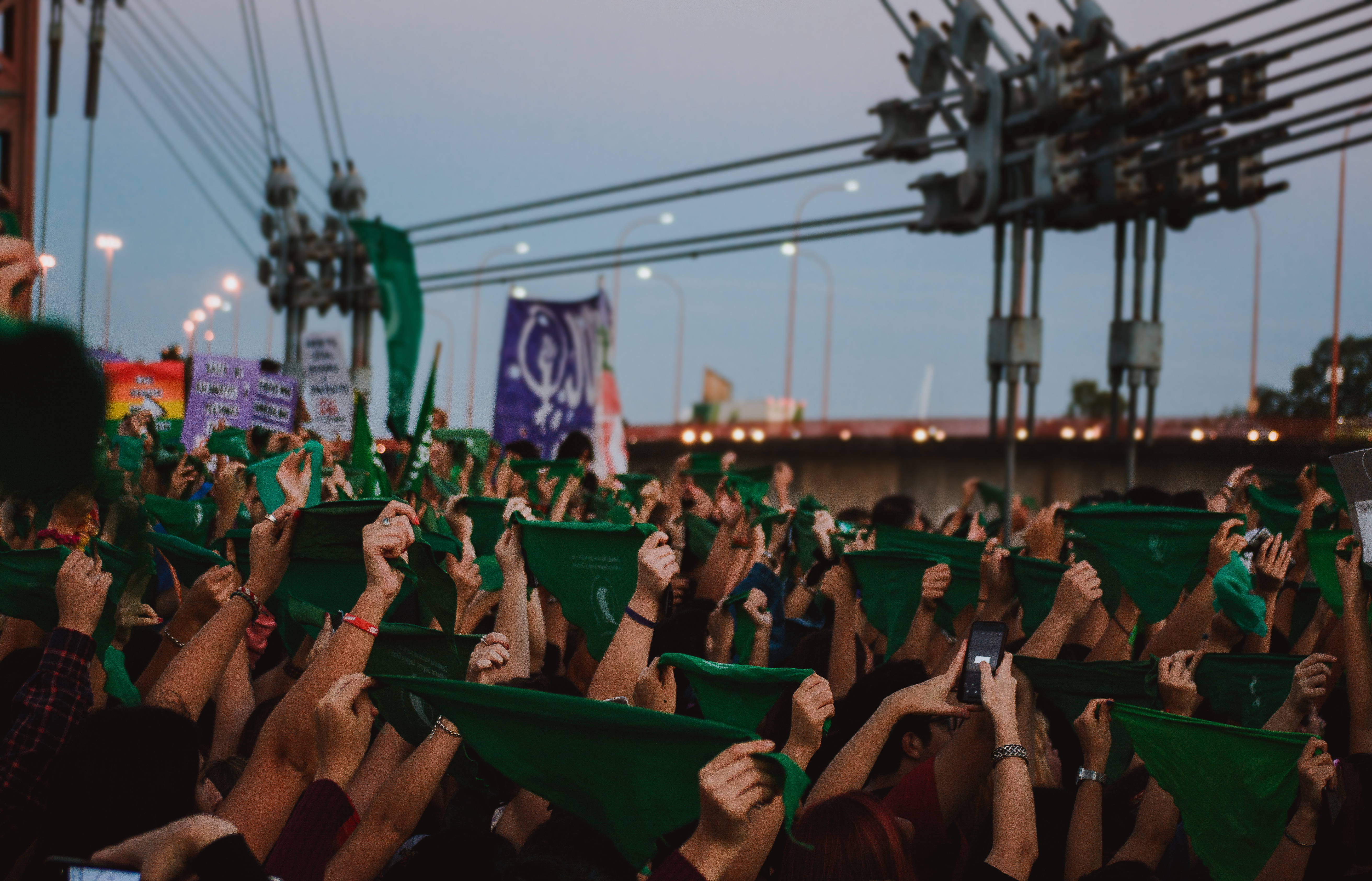
Manifestation au foulard pour le droit à l'avortement légal, en sécurité et gratuit, à Santa Fe en Argentine en 2018

Le foulard devient petit à petit populaire : il est notamment utilisé pendant les manifestations Ni Una Menos,. Il devient particulièrement visible dans l'espace public en 2017, après le mouvement #metoo, avec le rassemblement « Un cri global pour l’avortement légal » qui a lieu le 28 septembre 2017 et est relayé par les médias, qui parlent de « marée verte ».
Le foulard vert est porté par des célébrités, accroché au cou, au poignet, au sac à dos. Les grands-mères de la place de mai le portent lors de leur manifestation hebdomadaire.
Jusqu'en 2018, la Campagne national pour le droit à l'avortement légal distribuait environ 8 000 foulards par an, mais en 2018 plus de 200 000 sont distribués.
En réaction, le mouvement antiavortement crée un foulard bleu ciel, « en faveur des deux vies ».

## Internationalisation
Le symbole traverse les frontières à partir de 2018 et est repris dans les autres pays d'Amérique Latine qui luttent pour le droit à l'avortement. Au Chili, il est utilisé à partir de 2018, avec les messages « Aborto libre, seguro y gratuito » (« Avortement libre, en sécurité et gratuit ») et « #NoBastan3Causales » («  Les trois cas ne sont pas suffisants », faisant référence au fait que seules les avortements en cas de risque vital pour la mère, de fœtus non-viable ou de viol sont autorisés au Chili).
En mai 2022, le foulard vert est repris également aux États-Unis pendant les manifestations de défense du droit à l'avortement, menacé par une possible annulation de l'arrêt Roe v. Wade,.